# Дятлов, Вячеслав Лукич
Вячеслав Лукич Дятлов (1931—2005) — учёный в области микроэлектроники, микроэлектромеханики, доктор технических наук. Заведующий лабораторией Института математики сибирского отделения АН СССР. Лауреат премии СО АН СССР.

## Биография
Вячеслав Лукич Дятлов родился в 1931 году.
В 1955 году он закончил Московский энергетический институт. Ученик Константина Михайловича Поливанова, который, по его собственным словам, был ему действительно хорошим учителем.
После окончания обучения стал аспирантом на кафедре «Теоретические основы электротехники» в МЭИ, куда его порекомендовал профессор Валентин Евгеньевич Боголюбов.
В 1959 году Вячеслав Дятлов защитил кандидатскую диссертацию и создал теорию поверхностного эффекта в ферромагнитных сердечниках с учетом вязкости. В 1960 году Вячеслав Дятлов был назначен заведующим кафедрой физической лаборатории Института математики СО АН СССР. Он возглавил новое научное направление в области вычислительных сред по разработке основ построения новых вычислительных устройств. Учёный проводил работы, связанные с исследованиями динамических процессов в ферромагнетиках, создавал магнитные пленочные параметры.
Вячеслав Дятлов занимал должность младшего научного сотрудника Института математики Сибирского отделения Академии наук СССР, со временем стал главным научным сотрудником Института математики СО РАН. Лауреат премии СО АН СССР.
Доктор технических наук. Написал около 100 научных работ и 3 монографии, две из которых посвящены физико-математическим моделям неоднородного физического вакуума.
Вячеслав Лукич Дятлов — автор книги «Поляризационная модель неоднородного физического вакуума». Вместе с А. Н. Дмитриевым и А. Ю. Гвоздаревым работал над коллективной монографией «Необычные явления в природе и неоднородный физический вакуум». Книга была напечатана в декабре 2005 года.
Книга В. Л. Дятлова «Поляризационная модель неоднородного физического вакуума», наряду с книгами А. Н. Дмитриева и В. И. Меркулова вышедшая в новосибирском издательстве Института математики в серии «Проблемы неоднородного физического вакуума», академиками Российской академии наук Э. П. Кругляковым и В. А. Рубаковым была характеризована как «типичный пример схоластического подхода к созданию новых теорий, при котором позволено полностью абстрагироваться от действительности и игнорировать весь имеющийся опыт, накопленный наукой».
Вячеслав Дятлов умер в 2005 году.